# Ацетобутират целлюлозы
Ацетобутират целлюлозы (англ. Cellulose Acetate Butyrate) — сложный эфир целлюлозы, полимер. Он образует пластмассу того же типа, что и ацетат целлюлозы, путём сплавления с пластификатором в условиях высокой температуры. Также изготавливается и в форме порошка. В производстве ацетобутирата целлюлозы (АБЦ) в качестве этерифицирующего агента используют смесь уксусной и масляной кислот. CAB номер 381-0.5.